# Parapenaeon lobulatum
Parapenaeon lobulatum är en kräftdjursart som beskrevs av M. Bourdon1981. Parapenaeon lobulatum ingår i släktet Parapenaeon och familjen Bopyridae. Inga underarter finns listade i Catalogue of Life.